# Danny Gokey
Daniel Jay "Danny" Gokey (né le 24 avril 1980) est un chanteur américain de musique country originaire de Milwaukee (Wisconsin). Il a remporté la troisième place de la huitième saison d'American Idol,. Après l'émission, Gokey signa chez 19 Recordings et RCA Records Nashville débutant ainsi sa carrière. Il sort son premier single "My Best Days Are Ahead of Me" en 2009. S'en suivra son premier album My Best Days en mars 2010.

## Biographie
Gokey est le cinquième d'une famille de six enfants. Il a un frère (Charles) et quatre sœurs,.
Gokey doit une grande partie de son éducation et de ses influences à Jeffrey et Robin Pruitt, les pasteurs de l'église dans laquelle il travailla et à Matthew Barnett, le fondateur de LA Dream Center. Gokey commença la chanson en famille, à l'église.
Le 9 juillet 2008, quatre semaines avant les auditions pour American Idol, la femme de Gokey subit une chirurgie de routine pour une cardiopathie congénitale,. C'était sa troisième opération, mais elle décède à la suite de complications,. Le couple était ensemble depuis douze ans. Sophia était une fan d'American Idol et encouragea Gokey a y participer. Gokey lui dédia son parcours dans l'émission et commença à monter une fondation à son nom (Sophia's Heart Foundation) avec quelques membres de sa famille qui sont aussi musiciens. La fondation a pour but d'aider à soigner et à guérir les cœurs des enfants et des familles qui sont touchés par la pauvreté, la maladie, les sans-abris et les rêves brisés.

### American Idol
Le 8 août 2008, il auditionne à Kansas City, Missouri, avec son ami Jamar Rogers qui sera éliminé avant les demi-finales d'Hollywood. Gokey poursuit l'aventure et reste 11 semaines dans la compétition. Il sera éliminé à la troisième place du classement après sa performance sur la chanson You Are So Beautiful de Joe Cocker.
Durant la finale, le 20 mai 2009, Gokey chante en duo avec Lionel Richie sur les titres "Hello", "Just Go" et "All Night Long (All Night)".

#### Performances/résultats
| Semaine              | Thème                                                | Chanson                                     | Artiste original                   | Résultat    |
| -------------------- | ---------------------------------------------------- | ------------------------------------------- | ---------------------------------- | ----------- |
| Audition             | Choix libre                                          | "I Heard It Through the Grapevine"          | Marvin Gaye                        | Sélectionné |
| Hollywood            | Premier Solo                                         | "Kiss from a Rose"                          | Seal                               | Sélectionné |
| Hollywood            | Groupe                                               | "Somebody to Love"                          | Queen                              | Sélectionné |
| Hollywood            | Second solo                                          | "I Hope You Dance"                          | Lee Ann Womack                     | Sauvé       |
| Top 36/ Semi-Final 1 | Billboard Hot 100 Hits                               | "Hero"                                      | Mariah Carey                       | Sauvé       |
| Top 13               | Michael Jackson                                      | "P.Y.T. (Pretty Young Thing)"               | Michael Jackson                    | Sauvé       |
| Top 11               | Grand Ole Opry                                       | "Jesus, Take the Wheel"                     | Carrie Underwood                   | Sauvé       |
| Top 10               | Motown                                               | "Get Ready"                                 | The Temptations                    | Sauvé       |
| Top 9                | Top téléchargement                                   | "What Hurts the Most"                       | Rascal Flatts                      | Sauvé       |
| Top 8                | L'année où je suis né                                | "Stand by Me"                               | Mickey Gilley                      | Sauvé       |
| Top 7                | Chansons du cinéma                                   | "Endless Love" – Un amour infini            | Diana Ross & Lionel Richie         | Sauvé       |
| Top 7                | Disco                                                | "September"                                 | Earth, Wind & Fire                 | Sauvé       |
| Top 5                | Rat Pack Standards                                   | "Come Rain or Come Shine"                   | Frank Sinatra                      | Sauvé       |
| Top 4                | Rock 'n' roll duo Solo                               | "Renegade" avec Kris Allen Dream On         | Styx Aerosmith                     | Sauvé       |
| Top 3                | Choix des juges (Paula Abdul) Choix des participants | "Dance Little Sister" You Are So Beautiful" | Terence Trent D'Arby Billy Preston | Éliminé     |

### L'après-émission

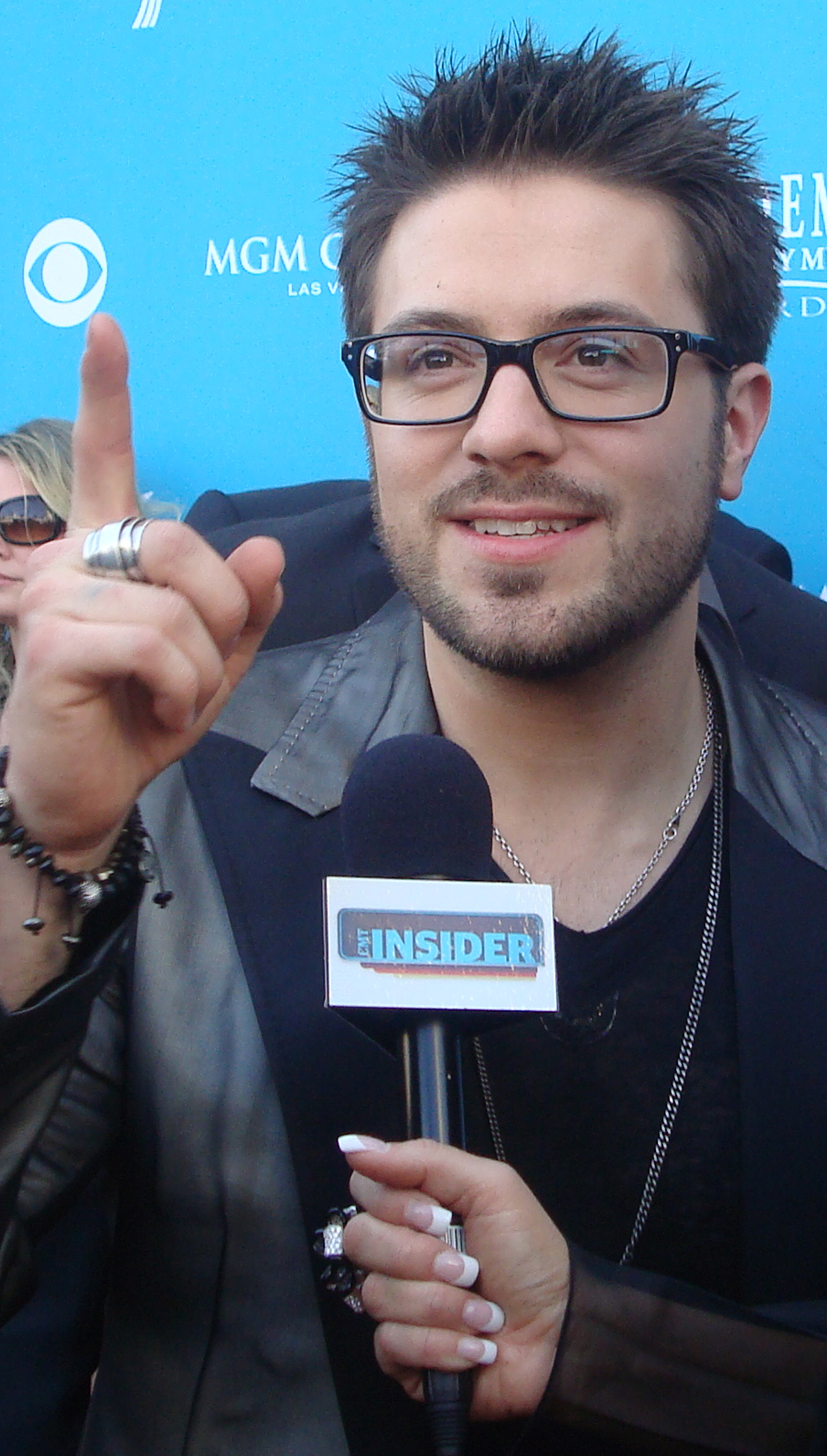
Gokey en avril 2010.

Gokey est nommé dans sa ville du Wisconsin aux WAMI (Wisconsin Area Music Industry) dans la catégorie Best Christian/Gospel Artist of the Year.
En septembre 2009, Gokey achève la tournée American Idols LIVE! Tour 2009 et commence à travailler sur sa fondation Sophia's Heart.

### My Best Days(2009–2010)
Le 1er septembre 2009, Gokey signe avec 19 Recordings/RCA Nashville devenant le premier candidat masculin d'American Idol à signer avec un label country majeur. Le 19 septembre 2009, 19 Recordings et RCA Records annoncent le premier single "My Best Days Are Ahead of Me". L'album My Best Days est sorti le 2 mars 2010. Il fait son entrée dans les classements Billboard à la quatrième place. En parallèle de son album, Gokey fait la première partie des concerts de la tournée de Sugarland Incredible Machine. Gokey chante également avec Darryl Worley lors du neuvième festival annuel Tennessee River Run à Savannah, Tennessee.
Le 18 octobre 2010, Gokey reçoit une nomination dans la catégorie Best New/Breakthrough Artist par les American Country Awards.

### Second album (2011)
Le second album est en préparation et est prévu pour 2011. Le premier single issu de ce nouvel album "Second Hand Heart" est sorti le 8 août 2011.

## Engagement politique
En novembre 2022, il joue un concert de soutien à Doug Mastriano, candidat républicain aux élections de mi-mandat américaines de 2022.

## Récompenses et nominations
| Année | Association                          | Catégorie                                      | Résultat   |
| ----- | ------------------------------------ | ---------------------------------------------- | ---------- |
| 2009  | Wisconsin Area Music Industry (WAMI) | Best Christian/Gospel Artist of the Year       | Nomination |
| 2009  | Teen Choice Awards                   | Choice Summer Tour (avec American Idol Top 10) | Nomination |
| 2010  | Wisconsin Area Music Industry (WAMI) | Male Vocalist of the Year                      | Lauréat    |
| 2010  | American Country Awards              | New/Breakthrough Artist of the Year            | Nomination |

## Discographie

### Albums studio
| Titre        | Détails                                                                               | Meilleure position | Meilleure position | Ventes               |
| Titre        | Détails                                                                               | US Country         | US                 | Ventes               |
| ------------ | ------------------------------------------------------------------------------------- | ------------------ | ------------------ | -------------------- |
| My Best Days | - Date de sortie : 2 mars 2010 - Label: RCA Nashville/19 - Format: CD, téléchargement | 3                  | 4                  | - Ventes US: 204,000 |

### Singles
| Année                                         | Single                         | Meilleure positions | Meilleure positions | Album         |
| Année                                         | Single                         | US Country          | US                  | Album         |
| --------------------------------------------- | ------------------------------ | ------------------- | ------------------- | ------------- |
| 2009                                          | "My Best Days Are Ahead of Me" | 24                  | 82                  | My Best Days  |
| 2010                                          | "I Will Not Say Goodbye"       | 32                  | —                   | My Best Days  |
| 2011                                          | "Second Hand Heart"            | 48                  | —                   | (Nom inconnu) |
| "—" signifie que le titre ne s'est pas classé |                                |                     |                     |               |